# Xun Fangying
Xun Fangying (nació el 14 de enero de 1995) es un jugador profesional de tenis china.
Xun hizo su debut en el cuadro principal de la WTA en el Guangzhou International Women's Open 2015, en el cuadro principal de dobles junto a Liu Fangzhou.